# Schömberg (powiat Zollernalb)
Schömberg – miasto w Niemczech, w kraju związkowym Badenia-Wirtembergia, w rejencji Tybinga, w regionie Neckar-Alb, w powiecie Zollernalb, siedziba związku gmin Oberes Schlichemtal. Leży ok. 10 km na południowy zachód od Balingen, przy drodze krajowej B27.